# Оселедцевий салат

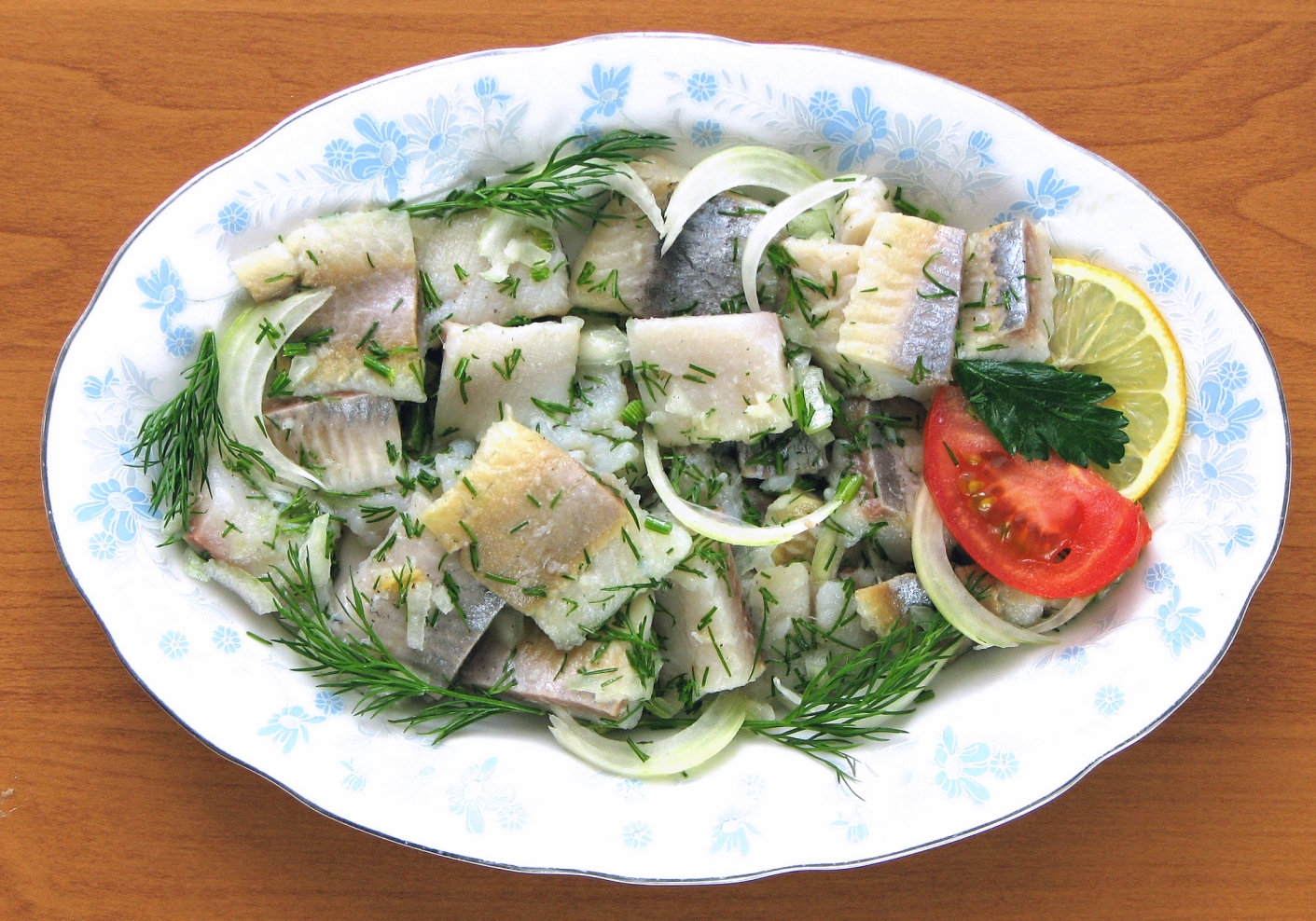
Польський оселедцевий салат з кропом та цибулею

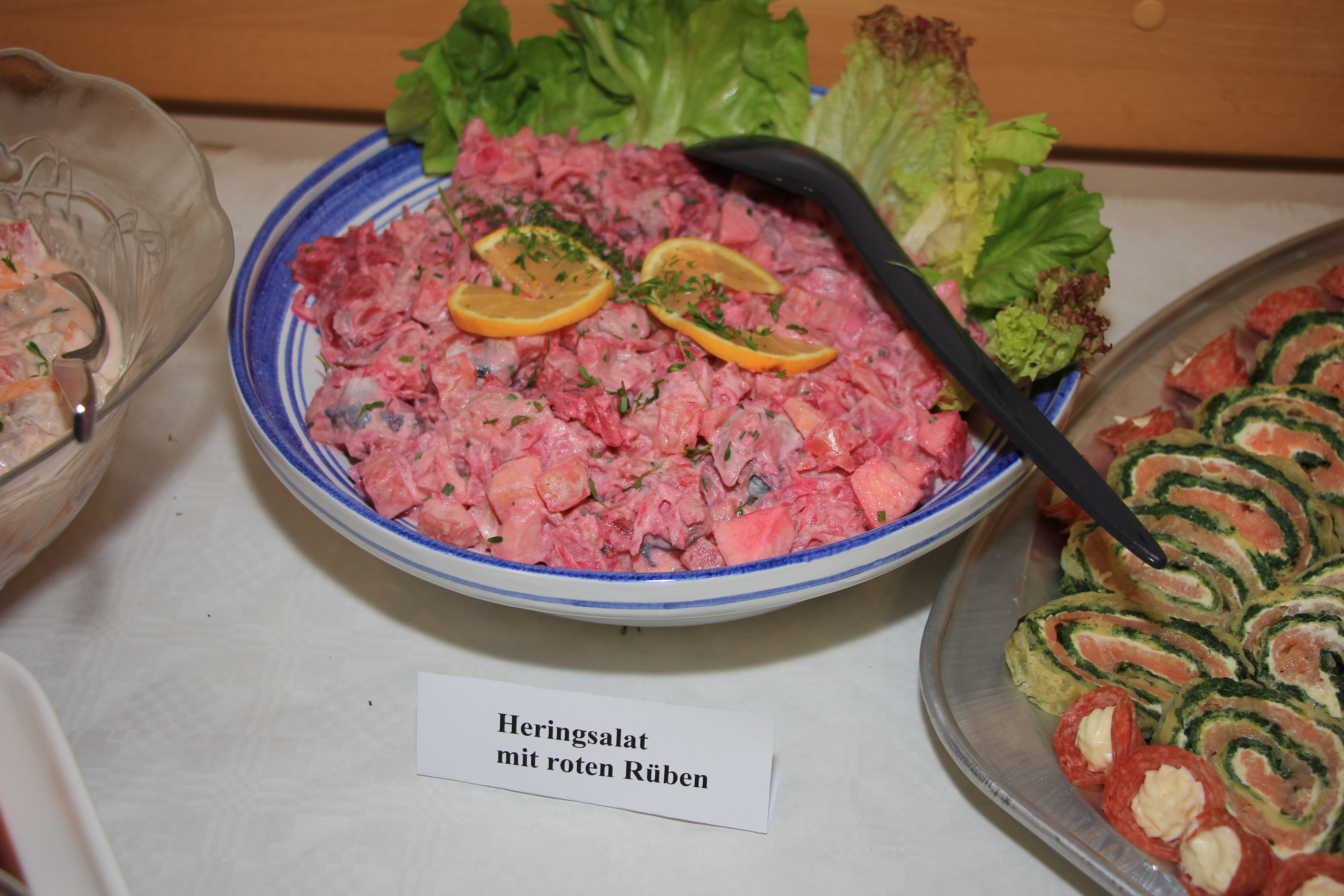
Північно-німецький оселедцевта салат з буряком

Оселедцевий салат (нім. Heringssalat; пол. Matias z koperkiem) — холодна страва в кухнях Польщі, Скандинавії, Північної Німеччини та Нідерландів, яку готують за різними традиційними рецептами, але його основним інгредієнтом є солоний оселедець. Залежно від регіону, серед інгредієнтів оселедцевого салату можуть значитися відварна картопля, буряк, сирі яблука, мариновані огірки, селера, цибуля та кріп.
У Скандинавії та Нідерландах солоний оселедець для салату попередньо вимочують, змішують з порізаною кубиками відвареною картоплею, селерою, маринованими огірками та яблуками і заправляють його густим соусом з оселедцевого молочка, натертої ріпчастої цибулі з оцтом рослинною олією. У Нідерландах в оселедцевому салаті використовують місцевий традиційний маринований оселедець. У оселедцевому салаті по-шведськи беруть участь солоний оселедець, відварна яловичина, буряк та яблука з вінегретною заправкою, змішаної з порубаними анчоусами, маринованими огірками, каперсами та гірчицею. Схожий естонський оселедцевий салат називається росольє. У Північній Німеччині оселедцевий салат готують із солоного оселедця, відвареного м'яса, буряків, маринованих огірків та майонезу. До складу французького оселедцевого салату входить тільки солоний оселедець, яблука, оцет, рослинна олія та ріпчаста цибулю. У Відні та його околицях оселедцевий салат вважається традиційною стравою в Попільну середу.